# Brachycephalidae
Brachycephalidae là một họ động vật lưỡng cư trong bộ Anura. Họ này có 53 loài.

## Phân loại học

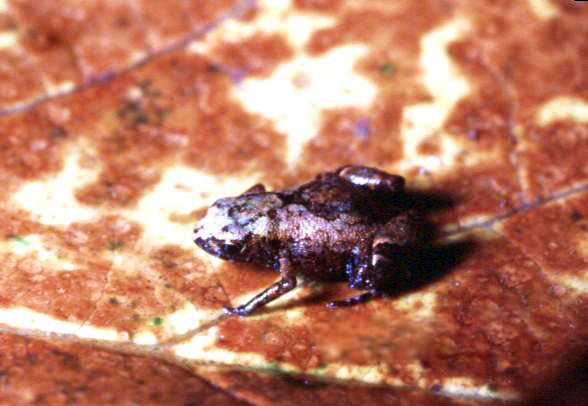
Brachycephalus hermogenesi

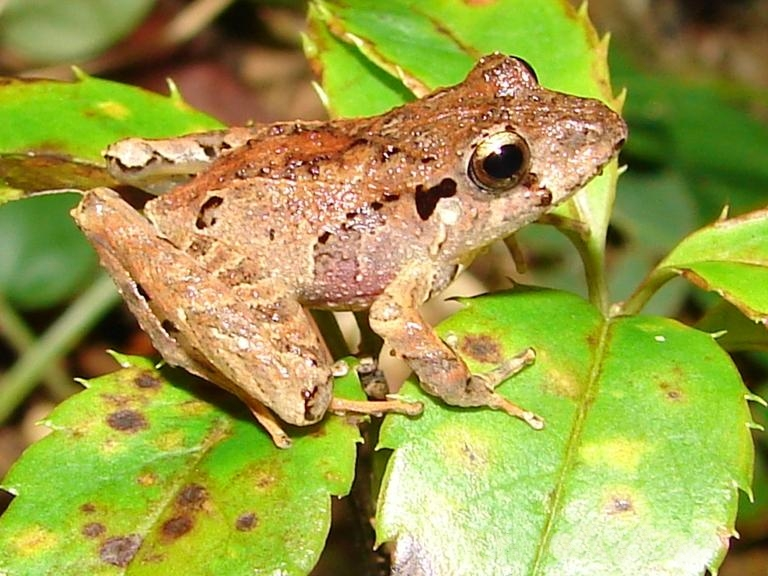
Ischnocnema henselii

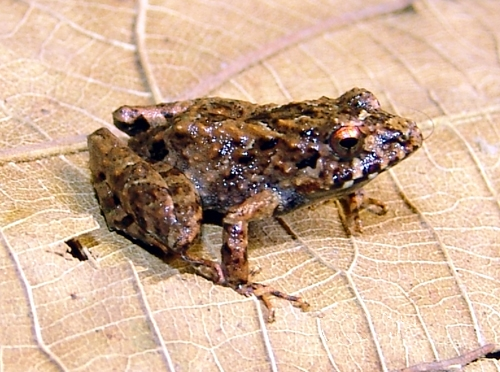
Ischnocnema verrucosa

Họ Brachycephalidae gồm 2 chi với 44 loài sau:
- Chi Brachycephalus Fitzinger, 1826
  - Brachycephalus alipioi Pombal & Gasparini, 2006
  - Brachycephalus atelopoide Miranda-Ribeiro, 1920
  - Brachycephalus brunneus Ribeiro, Alves, Haddad & Reis, 2005
  - Brachycephalus bufonoides Miranda-Ribeiro, 1920
  - Brachycephalus didactylus (Izecksohn, 1971)
  - Brachycephalus ephippium (Spix, 1824) – Gelbe Sattelkröte
  - Brachycephalus ferruginus Alves, Ribeiro, Haddad & Reis, 2006
  - Brachycephalus garbeanus Miranda-Ribeiro, 1920
  - Brachycephalus hermogenesi (Giaretta & Sawaya, 1998)
  - Brachycephalus izecksohni Ribeiro, Alves, Haddad & Reis, 2005
  - Brachycephalus nodoterga Miranda-Ribeiro, 1920
  - Brachycephalus pernix Pombal, Wistuba & Bornschein, 1998
  - Brachycephalus pitanga Alves, Sawaya, Reis & Haddad, 2009
  - Brachycephalus pombali Alves, Ribeiro, Haddad & Reis, 2006
  - Brachycephalus pulex Napoli, Caramaschi, Cruz & Dias, 2011
  - Brachycephalus toby Haddad, Alves, Clemente-Carvalho & Reis, 2010
  - Brachycephalus tridactylus Garey, Lima, Hartmann & Haddad, 2012
  - Brachycephalus vertebralis Pombal, 2001
- Chi Ischnocnema Reinhardt & Lütken, 1862
  - Ischnocnema bilineata (Bokermann, 1975)
  - Ischnocnema bolbodactyla (Lutz, 1925)
  - Ischnocnema concolor Targino, Costa & Carvalho-e-Silva, 2009
  - Ischnocnema epipeda (Heyer, 1984)
  - Ischnocnema erythromera (Heyer, 1984)
  - Ischnocnema gehrti (Miranda-Ribeiro, 1926)
  - Ischnocnema gualteri (Lutz, 1974)
  - Ischnocnema guentheri (Steindachner, 1864)
  - Ischnocnema henselii (Peters, 1870)
  - Ischnocnema hoehnei (Lutz, 1958)
  - Ischnocnema holti (Cochran, 1948)
  - Ischnocnema izecksohni (Caramaschi & Kisteumacher, 1989)
  - Ischnocnema juipoca (Sazima & Cardoso, 1978)
  - Ischnocnema lactea (Miranda-Ribeiro, 1923)
  - Ischnocnema manezinho (Garcia, 1996)
  - Ischnocnema melanopygia Targino, Costa & Carvalho-e-Silva, 2009
  - Ischnocnema nanahallux Brusquetti, Thomé, Canedo, Condez & Haddad 2013
  - Ischnocnema nasuta (Lutz, 1925)
  - Ischnocnema nigriventris (Lutz, 1925)
  - Ischnocnema octavioi (Bokermann, 1965)
  - Ischnocnema oea (Heyer, 1984)
  - Ischnocnema paranaensis (Langone & Segalla, 1996)
  - Ischnocnema parva (Girard, 1853)
  - Ischnocnema paulodutrai (Bokermann, 1975)
  - Ischnocnema penaxavantinho Giaretta, Toffoli & Oliveira, 2007
  - Ischnocnema pusilla Bokermann, 1967
  - Ischnocnema ramagii (Boulenger, 1888)
  - Ischnocnema randorum (Heyer, 1985)
  - Ischnocnema sambaqui (Castanho & Haddad, 2000)
  - Ischnocnema spanios (Heyer, 1985)
  - Ischnocnema venancioi (Lutz, 1958)
  - Ischnocnema verrucosa Reinhardt & Lütken, 1862
  - Ischnocnema vinhai (Bokermann, 1975)

## Hình ảnh

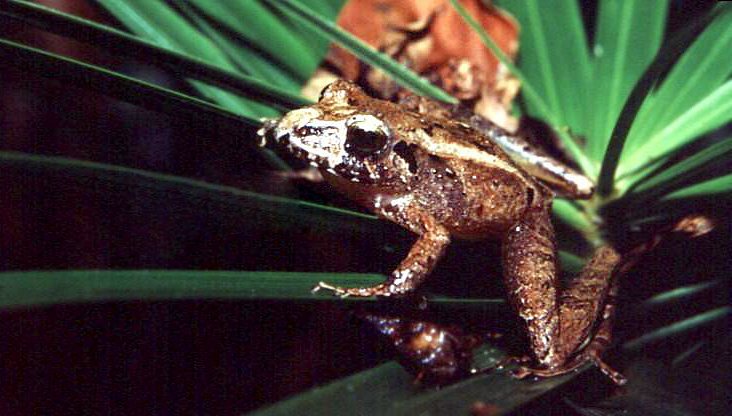